# Friend (Gracie Abrams)
Friend è un singolo della cantautrice statunitense Gracie Abrams, pubblicato il 14 luglio 2020.

## Tracce
1. Friend – 2:56 (Gracie Abrams, Blake Slatkin, James Harmon Stack)